# Trichoglottis
Trichoglottis là một chi thực vật có hoa trong họ Lan.

## Hình ảnh

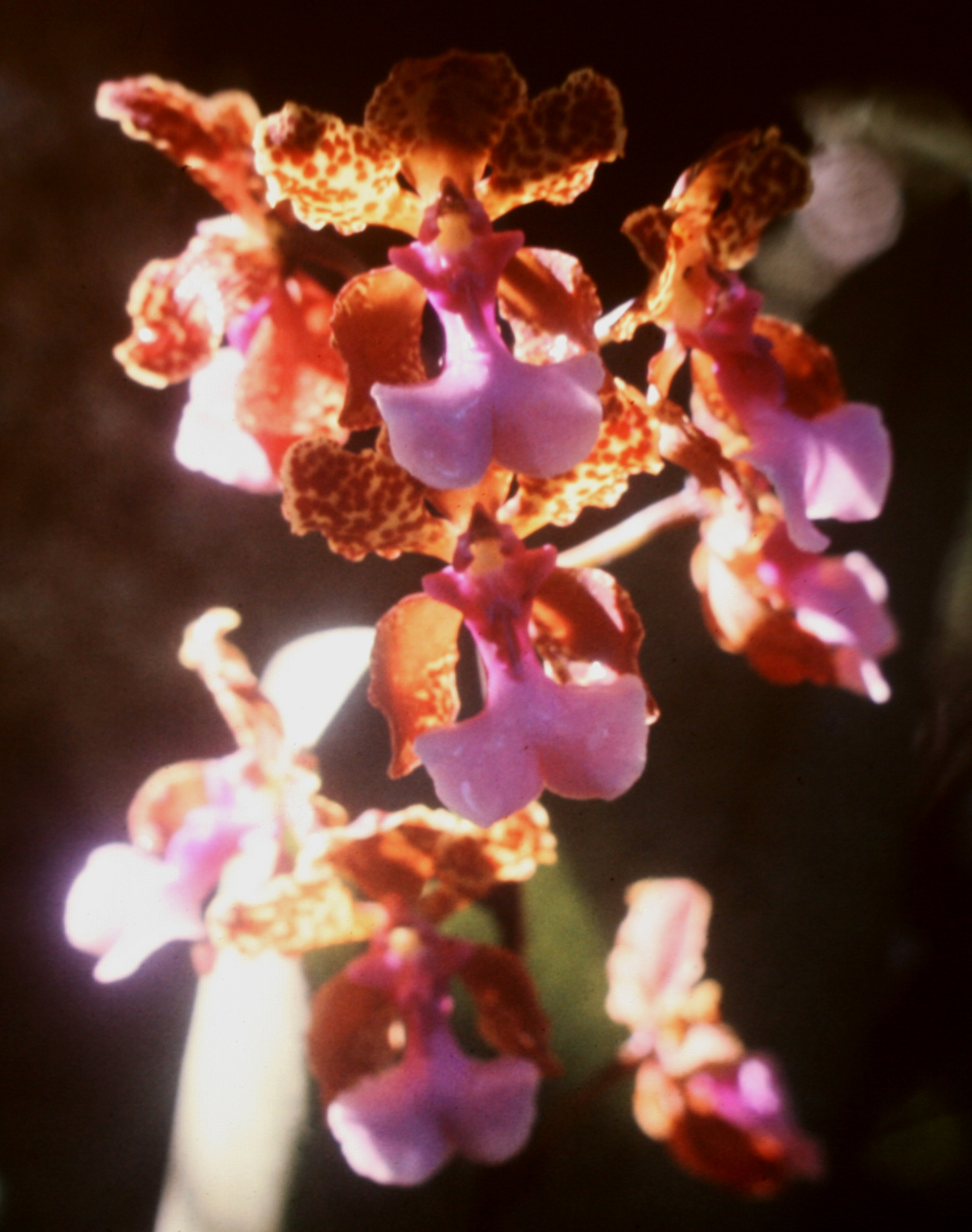
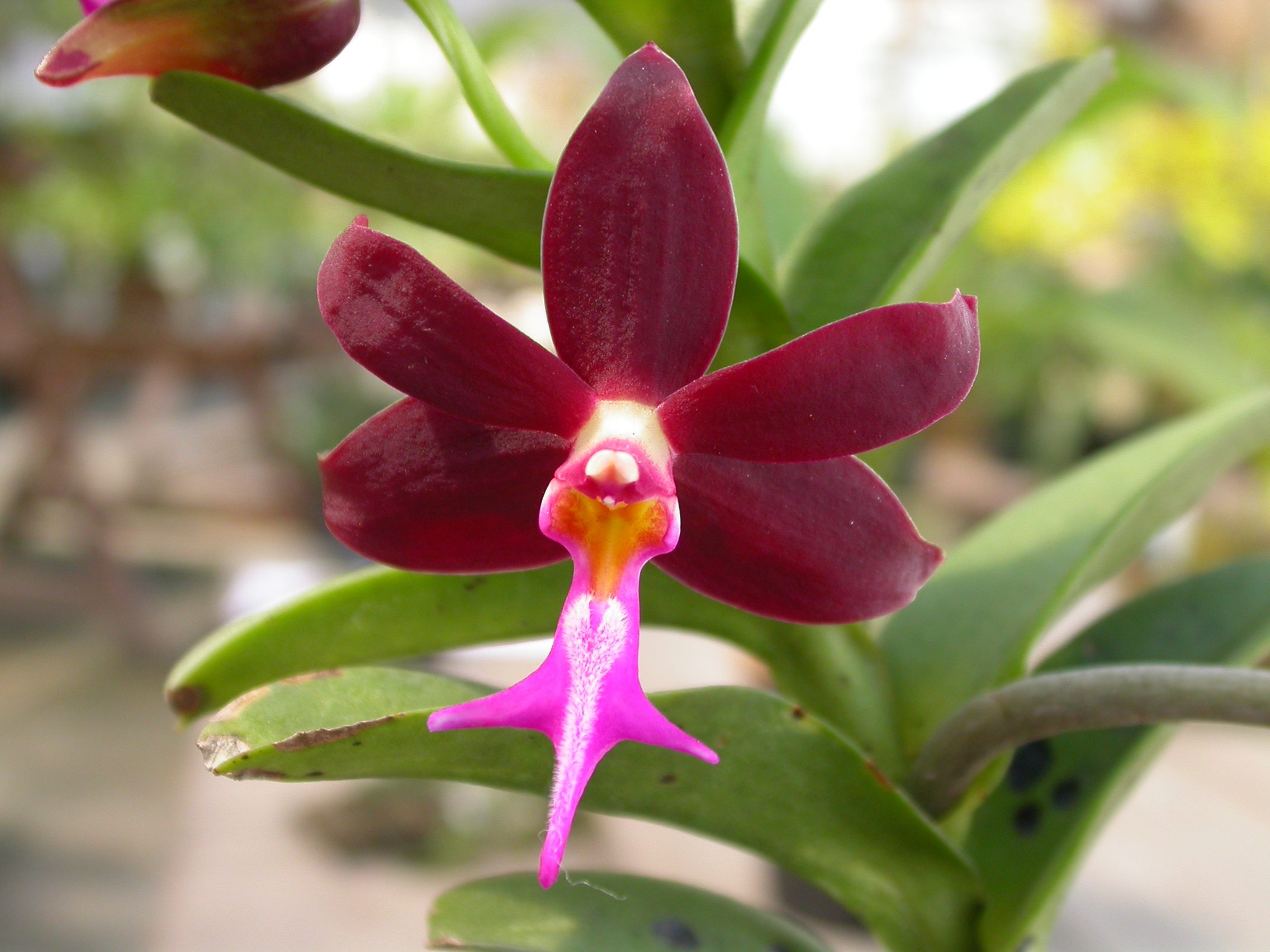

## Các loài
- Trichoglottis acutifolia
- Trichoglottis adnata
- Trichoglottis amesiana
- Trichoglottis angusta
- Trichoglottis apoensis
- Trichoglottis atropurpurea
- Trichoglottis australiensis
- Trichoglottis bipenicillata
- Trichoglottis bipunctata
- Trichoglottis brachystachya
- Trichoglottis calcarata
- Trichoglottis calochila
- Trichoglottis celebica
- Trichoglottis cirrhifera
- Trichoglottis collenetteae
- Trichoglottis crociaria
- Trichoglottis cuneilabris
- Trichoglottis geminata
- Trichoglottis granulata
- Trichoglottis hastatiloba
- Trichoglottis javanica
- Trichoglottis jiewhoei
- Trichoglottis kinabaluensis
- Trichoglottis koordersii
- Trichoglottis lanceolaria
- Trichoglottis lasioglossa
- Trichoglottis latisepala
- Trichoglottis ledermannii
- Trichoglottis littoralis
- Trichoglottis lobifera
- Trichoglottis lorata
- Trichoglottis lowderiana
- Trichoglottis luwuensis
- Trichoglottis maculata
- Trichoglottis magnicallosa
- Trichoglottis mindanaensis
- Trichoglottis odoratissima
- Trichoglottis orchidea
- Trichoglottis paniculata
- Trichoglottis pantherina
- Trichoglottis papuana
- Trichoglottis pauciflora
- Trichoglottis persicina
- Trichoglottis philippinensis
- Trichoglottis punctata
- Trichoglottis pusilla
- Trichoglottis retusa
- Trichoglottis rigida
- Trichoglottis rosea
- Trichoglottis scandens
- Trichoglottis scaphigera
- Trichoglottis seidenfadenii
- Trichoglottis simplex
- Trichoglottis sitihasmahae
- Trichoglottis smithii
- Trichoglottis solerederi
- Trichoglottis sororia
- Trichoglottis subviolacea
- Trichoglottis tenera
- Trichoglottis tenuis
- Trichoglottis tinekeae
- Trichoglottis tricostata
- Trichoglottis triflora
- Trichoglottis uexkuelliana
- Trichoglottis valida
- Trichoglottis vandiflora
- Trichoglottis winkleri
- Trichoglottis zollingeriana